# 五弓久文
五弓 久文（ごきゅう ひさふみ、1823年3月6日（文政6年1月24日） - 1886年（明治19年）1月17日）は、江戸時代末期～明治時代初期の国学者、歴史学者、教育者。名は久文、字は士憲・子憲、通称は豊太郎、雅号として雪窓（せっそう）など。備後国芦田郡府中市村（現・広島県府中市）出身。

## 経歴
代々神職を務める家に生まれたが、神職を弟に譲り、自身は儒学者として分家する。学問は特に史学を究め、『事実文編』『三備史略』をはじめ多くの著述を残した。また、福山藩校誠之館および自身が設立した分校府中郷学で教鞭を執り、この郷学が小学校として移管した後は、家塾晩香館を開き、多くの子どもの教育に専念した。

### 年譜
- 1823年（文政6年）1月24日 - 備後国芦田郡府中市村（現・広島県府中市）、五弓久範の長男として誕生。
- 1834年（天保5年) - 失明した父に代わって神事を行い始める。
- 1838年（天保9年）- 大坂に遊学し、後藤松陰の塾に入門。その後、広瀬旭荘の塾に入門。
- 1841年（天保12年） -  江戸・柳原藩邸において齊藤拙堂に学ぶ。その後、昌平坂学問所（昌平黌）で依田匠里より朱子学を学ぶ。
- 1845年（弘化2年） -  一時帰国。同年、伊勢において齊藤拙堂に、大坂において篠崎小竹に謁見。
- 1847年（弘化4年）3月 - 林培斎［林述斎三男］（檉宇林酒祭）に入門。
- その後、林復斎（梧南）［林述斎四男］の塾に移り、その嗣子鶯溪と学業に励む。また下総国飯沼弘経寺において生徒を教授。
- 1856年（安政3年） - 病のため帰国。
- 1863年（文久3年）4月9日 - 福山藩に出仕（二人扶持）、藩学誠之館教授を拝命。士族に列する（40俵三人扶持、御目見得格）。
- 1867年（慶応3年） - 窮民を救恤。
- 1868年（明治元年） - 福山藩より神社取調を拝命。
- 1869年（明治2年） - 藩学誠之館の分校府中郷学を府中市村に設け、教授を拝命。
- 1872年（明治5）年 - 家塾晩香館を開講。
- 1872年（明治5）年11月 - 小田県郷社甘南備神社祠官を拝命。
- 1874年（明治7）年2月 - 文部省史官を拝命。
- 1874年（明治7）年7月 - 太政官修史局に奉職。
- 1875年（明治8年）8月 - 修史局御用掛に奉職。同年、三等協修。
- 1881年（明治14年） - 『事実文編』を完成。
- 1886年（明治19年）1月17日 - 病没（享年64歳）。
- 1928年（昭和3年）11月10日 - 従五位を追贈[1]。

## 生い立ちと業績

### 五弓家の家系
五弓家の祖先は藤原氏で、当初は「石岡」を氏としていたが、禁中に奉仕して弓の製作にかかわる「御弓師」の「御」の字を同音の「五」として五弓と名乗ったという。813年（弘仁4年）に近江国（江州）日吉神社の分霊を奉り、備後国芦田郡本山村（現、広島県府中市）に移住。その後に府中市村に移住して羽中八幡宮に代々奉仕し務めた。広谷村・中須村2村の神職を兼ね、元禄年中に吉田神祇領に属し、継目許状を受け、その執奏に依り代々五位に叙せられていたという由来がある。久文は1823年（文政6年）1月24日に五弓久範の長男として誕生した。母は小池氏。弟は久紀（美方）。

### 学歴
久文は幼少の頃から漢文を学び、同郷の医師木村楓窓に就いて句読を受けた。その後、備中笠岡の小寺清之に国学を学んだ。若年の頃より父に従って家業の神事を習っていたが、13歳の時に父が両眼を失明したのを期に、幼弱ながら父に代わって神事を行うようになった。しかし向学心の篤かった久文は、1838年（天保9年）17歳の時に弟の久紀に神務を託し、父母の許しを得て大坂の後藤松陰の塾に入門した。その後、広瀬旭荘の塾に移った。2年間学んだ後、1841年（天保12年）には江戸に行き斎藤拙堂の門に入る。さらに昌平坂学問所（昌平黌）で学び、教官の依田匠里に従事した。江戸遊学中には当時藩侍講であった門田朴齋を度々訪問し、教えを乞うていたという。
1845年（弘化2年）に一時帰国した後、伊勢で齊藤拙堂に、大阪で篠崎小竹に謁見した。その際「事実文編」の手稿を示したところ、両師はともに「事実文編」の序文を寄せ、その勤苦成業を激励した。
その後は 林培齋（林述齋の三男）、林復齋（梧南）（林述齋の四男）と塾を転じた。林復齋の嗣子鶯溪とは最も親交があり、互いに日々切磋琢磨して学業に大いに励んだ。重野安繹や鷲津毅堂とも交流があったとされる。さらには下総国飯沼弘経寺の僧・梅癡の招きにより生徒を教授して数年、1856年（安政3年）病気により帰国した。
経学ではまず第一に洛閩学（いわゆる宋学）を主とし、史学においては資治通鑑を最も愛し、通読は数十回に及び、五行倶に下る（一目で五行ずつ読んでいきすべて覚えている）までとなったが、それでも斎藤拙堂には及ばない所が多かったという。篠崎小竹は「事実文編」の序で「士憲遊方身不帯一銭。故寓其諸家塾也、或授句読、或執酒掃之役、昼日暇無、偸閑夜於夜、衆人齁々、我獨矻々、非有饘粥茶菓之慰飢、不無筆紙油價之煩思、然而三四年間、成此大冊、又別有所抄寫数百冊、其勤苦勉励、豈吾儕少時之所能及乎哉。」を記し、当時の久文が刻苦勉励していた様子を伝えている。

### 官歴
1863年（文久3年）4月9日には、『事実文編』編纂の功により福山藩主より招され、2人扶持で毎月6日間、藩学誠之館教授に出勤が命じられた。後に40俵3人扶持を加増され士籍に列せられた。福山藩からはその後1868年（明治元年）に神社取調掛を、1869年（明治2年） に府中市村に設けられた藩学誠之館の分校府中郷学の教授を命じられたが、後に廃藩により職を解かれた。
廃藩置県後の1872年（明治5）年11月 に小田県郷社甘南備神社祠官に命じられたが、数ヶ月の後に辞職。1874年（明治7）年2月 には文部省の要請に応じ再び上京し、文部省史官、同年7月に太政官修史局、1875年（明治8年）8月に修史局御用掛、その後三等協修を歴任。後に病気により辞職した。

### 救恤活動
1867年（慶応3年）の旱魃と蝗害のため五穀が実らず、貧民の窮乏を見るに耐えず、久文は貧民を救恤するよう府中市村内の富豪を説得した。延藤吉兵衛をはじめとする18人は、出資してこれに応じた。福山藩庁に赴き、奉行の鈴木乗之助、大目付郡奉行兼役の高田山九郎にその旨を届出、藩の許可を得て同年8月29日より府中・出口の各町を回り分配した。その金は19貫83匁5分、救済人員は実に2,884人に達し、窮民は感泣してこれを受け、飢餓を免れたという。

### 教育・文化活動

#### 府中郷学・晩香館
江戸から帰国した1856年（安政3年）に家塾を開いた。
1869年（明治2年）11月、誠之館の分校府中郷学（古府郷学）の設置により、この教授となった。久文は既に開いていた家塾が手狭になったため、郷学設立の口上覚を福山藩当局に提出し、1869年（明治2年）4月に設立を許可された。校舎の建築は一切を富豪の延藤吉兵衛が引き受け、5月20日に工事に着手し、10月末に落成した。同年11月17日に開講となった。開講当時の生徒数は54人であった。
1872年（明治5年）、学制の発布により小学校となるのに伴い分校を辞め、再び家塾を開き晩香館（ばんこうかん）と名付けた。官職を退任後は専ら晩香館において英才教育に従事した。中等教育機関のなかった当時、晩香館の名声はたちまち遠近に伝えられ、遠く故郷を離れて来る者もおり、生徒数は実に千人に及んだ。備後銀行初代頭取や府中町長などを務めた延藤吉兵衛をはじめ、同門から多数の学者・教育家・中央地方の政治家・行政家・軍人などを輩出している。

#### 羽中八幡文庫
羽中八幡文庫を設けて修学の資に供し、図書館の端を開いた。羽中八幡社は、1753年（宝暦3年）に木村新助が古事記と旧事紀併せて8冊を献納して以来、それを先例として毎年氏子により書物が寄進されていた。久文は書物講を設け、氏子は勿論その他の求学者にも参加を募り、その集金により年々購入数を増加させ、かつ裕福な家には特にその蔵書を寄贈させて諸学生の修学資料として供した。久しく年を重ねた頃には、一千余部、数千冊という多くの蔵書になったのは、実に久文の力によるものあった。後の1919年（大正8年）に羽中八幡文庫の蔵書を基礎として記念図書館が作られ、以後続々と新たな蔵書が追加され、公衆の閲覧に供することで地方の文化に資するようになった。

## 業績・著書
終生著述に打ち込んでおり、下記を含め40種、300数十巻の史書を編述した。これを太政官および宮内教部に献納および諸侯に贈呈し、また刊行している。これらは現在、関西大学図書館五弓雪窓文庫に所蔵されている。
- 『事実文編』 - 日本近世伝記資料を調査し集成した、全117巻の大著。
- 『三備史略』 - 1894年（明治27年）に発表された、古今の史書から吉備国に関連する記事を集大成した歴史書。伝記集で、諸家の文集・雑著の中から、文亀年間より明治年間に及ぶ各層の人物約1900人の伝記に関する部分を抜粋したもので、1841年（天保12年）、19歳で江戸遊学の年に着手してから40余年、1881年（明治14年）に大成した。
- 『蕉陰茗話』 - 随筆集。
- 『文恭公実録』 - 十一代将軍徳川家斉の伝記資料を集成。
- 『白川楽翁公行実』 - 松平定信の行実を集成。

## その他
- 墓碣「五弓雪窓顕彰費」は、1911年（明治44年）12月17日、府中市立東小学校校庭（現、古府の森スポーツグラウンド）の西北隅に建碑された。また別所にある墓碑（墓名「五弓久文大人命之墓」、府中市史跡[7]）碑文は友人であった近江の中村鼎吾、篆額は旧福山藩主・阿部正桓伯、書は同じく旧福山藩士・五十川訊堂である。裏面に「明治十九年丙戌一月十七日歿」とある。
- 1928年（昭和3年）11月の御大典に際し、生前の勲功により特旨を以て従五位を追贈された。翌年2月17日には「五弓雪窓翁贈位報告祭」が記念碑前で執り行われた[8]。